# Johnnie Cochran
Johnnie L Cochran, Jr. (2 de octubre de 1937-29 de marzo de 2005) fue un abogado defensor, de origen afroamericano. Es más conocido por su papel de liderazgo en la defensa penal y la absolución del jugador de fútbol americano y actor O.J. Simpson en el caso por el asesinato de su exesposa Nicole Brown Simpson y su amigo Ronald Goldman.
Representó a Sean Combs (durante su juicio por cargos de armas y soborno), Michael Jackson, al rapero Tupac Shakur, al actor Todd Bridges, al jugador de fútbol americano Jim Brown, al rapero Snoop Dogg, al excampeón de peso pesado Riddick Bowe, a las víctimas de los Disturbios de Los Ángeles de 1992 Reginald Oliver Denny, a Geronimo Pratt y al atleta Marion Jones cuando se enfrentó a acusaciones de dopaje durante su carrera de atletismo en el instituto. Cochran era conocido por su habilidad en la sala del tribunal y su prominencia como temprano defensor de las víctimas de brutalidad policial.

## Primeros años
Johnnie L Cochran, Jr. (la "L" era su segundo nombre completo) nació en Shreveport (Luisiana). Su familia se trasladó a la Costa Oeste y se instaló en Los Ángeles en 1949. Cochran se graduó primero de su clase en la Escuela Superior de Los Ángeles en 1955. Recibió su Licenciatura en Ciencias de Administración de Empresas de la Universidad de California, Los Ángeles en 1959 y su Juris Doctor en la Escuela de la Universidad de Derecho de Loyola en Marymount en el año 1962. Fue miembro y 45.º portador de la corona de laurel de la fraternidad Kappa Alpha Psi.

## La práctica legal
Inspirado por el jurista Thurgood Marshall y la victoria legal que tuvo en Brown v. Board of Education, decidió dedicar su vida al ejercicio de la ley. Cochran sintió que su carrera fue un llamado, para una doble oportunidad, una de trabajar por lo que consideraba que era correcto y otra para desafiar lo que consideraba equivocado; podría hacer una diferencia mediante la práctica de la ley. En la vida de un abogado, Cochran escribió: "He leído todo lo que pude encontrar acerca de Thurgood Marshall y confirmó que solo un hombre dedicado podría utilizar la ley para cambiar la sociedad".
A pesar de sus contratiempos como abogado, se comprometió a no dejar lo que estaba haciendo, diciendo: "He hecho este compromiso y debo cumplirlo".

### Inicios de su carrera
Cochran tomó un trabajo en Los Ángeles como un abogado de la ciudad adjunto en la división penal después de que pasó a la barra de California en 1963. En 1964, el joven Cochran recibió uno de sus primeros casos de celebridades, Lenny Bruce, que recientemente había sido detenido por cargos de obscenidad, y Cochran fue asignado a su caso. Dos años más tarde, pasó a ejercer en el sector privado y pronto abrió su propia firma, Cochran, Atkins & Evans, en la zona rural de Woodstock, California.
En su primer caso notable representó a una viuda que demandó a varios agentes de policía que habían disparado y matado a su marido. Aunque Cochran lo perdió, el caso se convirtió en un punto de inflexión de su carrera. En lugar de considerar el caso como una derrota, se dio cuenta de que el juicio en sí había despertado a la comunidad negra. En referencia a la pérdida, Cochran escribió en The American Lawyer, "esos eran casos muy difíciles de ganar en esos días. Pero el caso Deadwyler me confirmó que el problema de los abusos policiales realmente galvanizó a la comunidad minoritaria. Me enseñó que estos casos realmente pueden llamar la atención". Para finales de 1970, ya había establecido su reputación en la comunidad negra. Litigó una serie de casos criminales de alto perfil sobre la brutalidad policial.

### La oficina del Fiscal de Distrito del Condado de Los Ángeles
En 1978, regresó al condado de Los Ángeles a la oficina del fiscal como primer asistente de fiscal negro. Si bien tuvo un recorte salarial para poder hacerlo, unirse al gobierno fue su manera de convertirse en "uno de los buenos, uno en el peldaño más alto". Empezó a fortalecer sus lazos con la comunidad política, alterando su imagen y trabajando desde dentro para cambiar el sistema.

### Vuelta a la práctica privada
Cinco años más tarde, Cochran regresó a la práctica privada, reinventándose a sí mismo como "el mejor en el oeste" abriendo el bufete de abogados Johnnie L Cochran, Jr. En contraste con su primera pérdida en el caso Deadwyler, Cochran ganó 760.000 dólares para la familia de Ron Settles, universitario negro jugador de fútbol americano, al que su familia afirmó, fue asesinado por la policía. En 1990 se unió a una firma al tener éxito, Cochran, Mitchell y Jenna, y se unió a Cochran, cherry, Givens & Smith en 1997. La Firma de Cochran ha crecido hasta tener veintiséis oficinas ubicadas en quince estados.

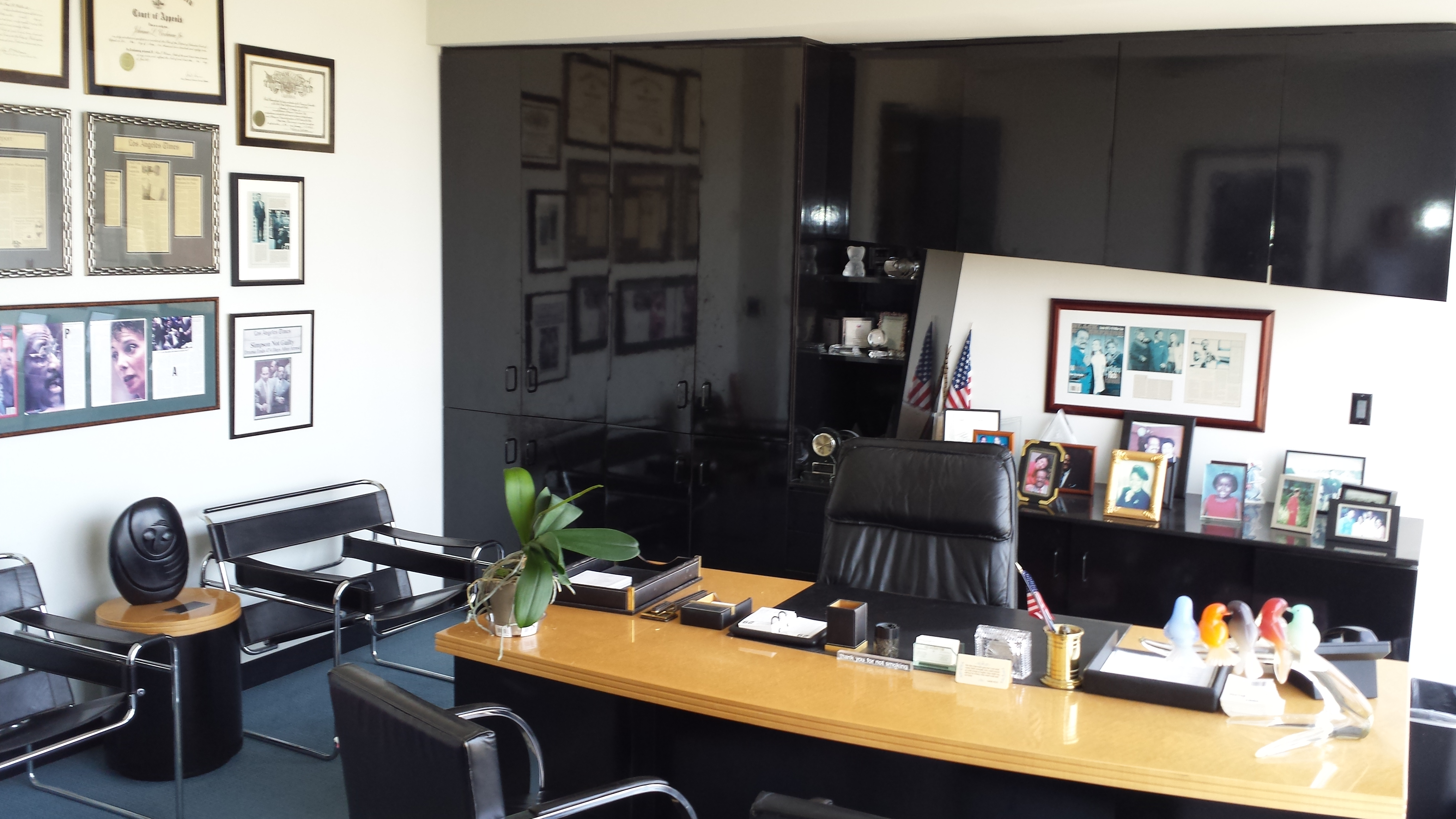
Oficina de Johnnie L. Cochran (1937-2005), mantenida en honor a su memoria en The Cochran Firm, 4949 Wilshire Boulevard, Los Ángeles, California

En la mayoría de sus casos Cochran representó demandantes con acciones de agravio, y él era un opositor de la reforma de responsabilidad civil. Debido a su éxito como abogado, Cochran podría alentar las sentencias simplemente por su presencia en un caso. De acuerdo con Jesse Jackson, una llamada a Johnnie Cochran hizo "sacudía a las corporaciones y los infractores."
La retórica bien afinada de Cochran y la extravagancia en la sala ha sido descrita como teatral. Su práctica como abogado le valió una gran riqueza. Con sus ganancias, se compró y condujo coches, como un Jaguar y un Rolls-Royce. Era dueño de casas en Los Ángeles, dos apartamentos en West Hollywood, y un apartamento en Manhattan. En 2001, el contable de Cochran estimó que en cinco años, el abogado tendría un patrimonio de 25-50 millones de dólares.

## Clientes
Incluso antes del caso Simpson, Cochran había logrado una reputación como un abogado de "ve-a" los ricos, así como de defensor exitoso contra la brutalidad policial y a favor de los casos de derechos civiles. Sin embargo, fue el controvertido y dramático juicio de O.J. Simpson lo que volvió a Cochran ampliamente conocido.
A Cochran a menudo le gustaba decir que trabajó "no sólo para los diarios oficiales, sino también el n Js". En otras palabras, disfrutaba de defender o demandar en nombre de aquellos que no tienen la fama o la fortuna. Su momento más glorioso como abogado, a su juicio, fue cuando ganó la libertad de Geronimo Pratt. Cochran dijo que consideraba que la liberación de Pratt fue "el día más feliz" de su práctica legal. En palabras del profesor de derecho de Harvard Charles Ogletree, Cochran: "estaba dispuesto a luchar por el más débil". Rev. Jesse Jackson dijo que creía que Cochran era el "abogado de las personas". Magic Johnson proclamó que Cochran era conocido "por representar a O.J. Simpson y a Michael Jackson, pero él era aún más grande y mejor que eso".

### OJ Simpson
Durante los argumentos finales en el juicio de Simpson, Cochran pronunció la famosa frase que él mismo popularizó: "Si no se ajusta, debe absolverlo". La frase se usó para tratar de convencer al jurado de que Simpson no pudo haber matado a Nicole Brown Simpson y a Ronald Goldman, porque un guante manchado de sangre encontrado en la escena del crimen no le quedó bien. Cochran no representaría a Simpson en un juicio civil por los mismos asesinatos en los que Simpson fue declarado responsable. Fue criticado por los expertos, así como por el fiscal Christopher Darden, por plantear la cuestión de la raza. Cochran dijo al jurado, principalmente negro, que los agentes de policía estaban tratando de arrestar a O.J. Simpson por ser negro.
Robert Shapiro, co-asesor del equipo de defensa de Simpson, acusó a Cochran de tratar la "carta de la raza" "de la parte inferior de la cubierta". En respuesta, Cochran respondió que "no es un caso sobre la raza, es una caso sobre la duda razonable... ", y señaló que" hay una gran cantidad de personas de raza blanca que están dispuestas a aceptar este veredicto".
En el funeral de Cochran, Simpson expresó su convicción de que, sin Cochran, no habría sido absuelto.
El 8 de septiembre de 2012, Cochran fue acusado por Darden de manipulación con el guante que estaba en el centro del juicio de Simpson.

### Abner Louima
Representó con éxito a Abner Louima, un inmigrante haitiano que fue sodomizado con un émbolo de tiempo en custodia policial. Louima fue galardonado con un acuerdo de 8,75 millones de dólares, la mayor compensación por brutalidad policial en la ciudad de Nueva York. La tensión estalló entre los abogados originales de Louima y el nuevo equipo encabezado por Cochran. El exequipo consideró que Cochran y sus colegas estaban tratando de tomar el control de todo el juicio.

### Sean Combs
En 2001, Sean Combs ("P. Diddy") fue acusado de haber robado armas y de soborno. Poco después, Combs contrató a Cochran, que luchó eficazmente por la libertad de Combs y consiguió la absolución para él.
En 2002, Cochran dijo que el caso Combs sería su último caso criminal. Después del juicio se retiró, y más tarde se negó a representar R. Kelly y a Allen Iverson en sus casos penales cuando le pidieron sus servicios.

## Enfermedad y muerte
En abril de 2004, se sometió a una cirugía, que le llevó a permanecer lejos de los medios de comunicación. Poco después, le dijo al New York Post que se sentía bien y que estaba en buen estado de salud. Murió en su casa de Los Ángeles el martes 29 de marzo de 2005 de un tumor en el cerebro, que había sido diagnosticado en diciembre de 2003.
La visión pública de su ataúd se llevó a cabo el 4 de abril (la funeraria Angelus) y 5 de abril (en la Segunda Iglesia Bautista) y un servicio conmemorativo se celebró en West Church Ángeles de Dios en Cristo (catedral Ángeles West) el 6 de abril de 2005 en Los Ángeles. Sus restos fueron enterrados en el cementerio del parque de Inglewood en Inglewood, California. Al funeral asistieron numerosos antiguos clientes y amigos.
El 31 de mayo de 2005, dos meses después de la muerte de Cochran, el Tribunal Supremo de los Estados Unidos emitió su dictamen del caso Tory v. Cochran. El tribunal dictaminó 7-2 que a la luz de la muerte de Cochran, una orden judicial que limita las manifestaciones de Ulises Tory "equivale a una restricción excesivamente amplia previa al discurso". Dos jueces, Antonin Scalia y Clarence Thomas, dijeron que la muerte de Cochran hacia innecesario que el Tribunal se pronunciase. Los tribunales inferiores, antes de Cochran muriera, sostuvieron que Tory no podía hacer ningún comentario público de ninguna manera acerca de Cochran.

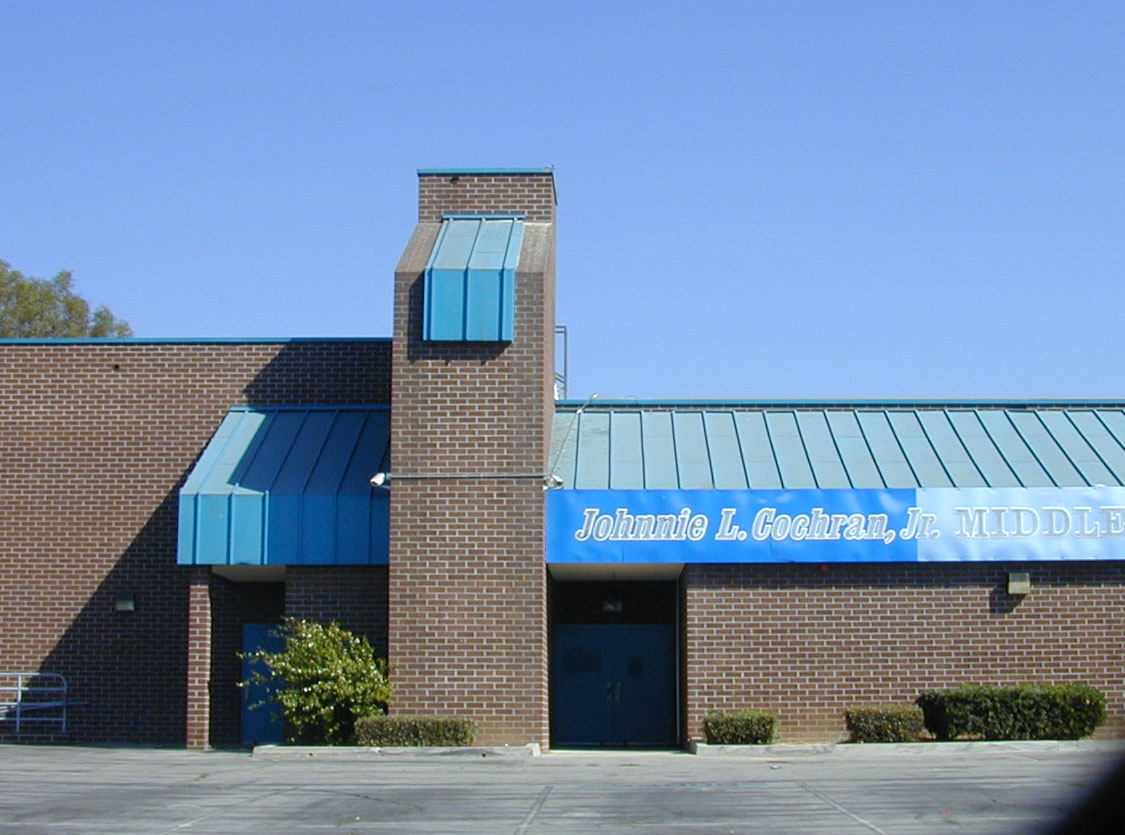
Escuela de Johnnie L. Cochran Jr. Medio (anteriormente Mt. Vernon Jr. High) en Los Ángeles

En honor a Cochran, el 24 de enero del año 2006, funcionarios de Los Angeles Unified School District aprobaron por unanimidad el cambio de nombre de la Escuela Middle Mount Vernon, a escuela secundaria Cochran (del inglés Johnnie L. Cochran, Jr. Middle School), diciendo que era un "extraordinario y excelente abogado con el estatus de celebridad y estrella de cine". Hubo reacciones mixtas sobre la decisión, principalmente por el trabajo de Cochran como abogado. Por ejemplo, la hermana de Nicole Brown Simpson ha expresado su decepción con la decisión, aunque se refirió a Cochran como "un gran abogado de la defensa".
Dado que recibió el nombre de la escuela, otros han expresado sus ideas de nombrar a una calle en honor a Cochran. El concejal de la Ciudad J. Wesson Jr. quería cambiar el nombre de la ciudad para una sección de la calle 17, que se extiende en la entrada principal de la escuela que la ciudad aprobó a Johnnie Cochran Vista. Wesson sintió que Cochran era "un gran abogado y un gran modelo que contribuyo a esta comunidad".
En el año 2007, el Cedars-Sinai Medical Center de Los Ángeles abrió el nuevo Centro de Tumores Cerebrales Johnnie L. Cochran Jr., un centro de investigación dirigido por el conocido neurocirujano Keith Black, que había sido el médico de Cochran.
Además, la familia de Cochran ha dotado al Johnnie L. Cochran, Jr. de la presidencia en Derechos Civiles en su alma mater, en Loyola, en la Escuela de Derecho de la Universidad de Loyola Marymount.